# NGC 5811
NGC 5811 est une petite galaxie spirale barrée de type magellanique située dans la constellation de la Vierge. Sa vitesse par rapport au fond diffus cosmologique est de 1 734 ± 15 km/s, ce qui correspond à une distance de Hubble de 25,6 ± 1,8 Mpc (∼83,5 millions d'al). NGC 5811 a été découverte par l'astronome allemand Albert Marth en 1864.
La classe de luminosité de NGC 5811 est V et elle présente une large raie HI.

## Groupe de NGC 5806
Selon A. M. Garcia, NGC 5811 fait partie du groupe de NGC 5806. Ce groupe de galaxies compte six membres. Les cinq autres galaxies du groupe sont NGC 5806, NGC 5838, NGC 5839, NGC 5845 et UGC 9661. Richard Powell mentionne aussi le groupe de NGC 5806 sur son site, mais NGC 5811 n'y figure pas. Le groupe de NGC 5806 fait partie de l'amas de la Vierge III.
Notons que quatre des galaxies du groupe de NGC 5806 font partie d'un groupe plus vaste décrit par Abraham Mahtessian dans un article publié en 1998, le groupe d'IC 1066. Il s'agit de NGC 5806, NGC 5838, NGC 5839 et NGC 5845. Comme on peut le constater, les regroupements varient d'un auteur à l'autre, car il n'y a pas de critères fixes pour construire ceux-ci.